# Casa de Camp (Llíria)
La masía fortificada Casa de Camp (Casa de Campo en castellano) está ubicada en el municipio de Liria, en la comarca del Campo del Turia, de la provincia de Valencia, pese a encontrarse mucho más cerca de la población de Casinos, junto a la carretera que une esta localidad con la de Alcublas. Está catalogada como Bien de interés cultural, pese a no contar con anotación ministerial, aunque sí con código de identificación: 46.11.147-026.

## Descripción histórico-artística
La masía está formada por un conjunto de edificios, teniendo el principal planta rectangular. Destacan las garitas que tenían que estar en todas las esquinas, pero de las que solo se han conservado dos en buenas condiciones. Todo el conjunto está amurallado, siente esta construcción de fábrica de masonería, y en su interior se han encontrado abundantes restos de cerámica fabricada a mano.
Fue fundada por la Cartuja de Portacoeli quién sería su propietaria hasta la desamortización de Mendizàbal. Posteriormente pasó a ser propiedad de una familia acomodada de origen indiano y vuelta de Cuba, los Ybañez, que continuaron la explotación, principalmente centrada en la producción del secano mediterráneo.
Sobre la segunda década del siglo XX, el Instituto Nacional de Colonización, sondeó la opción de construir sobre la masía el nuevo pueblo de Domeño, opción que no se materializó. La masía pasa en manos de la Cooperativa Mas del Cura.
En vista de la importancia histórica de la masía, el Ayuntamiento de Liria inició en 1994, un convenio de cesión con la Cooperativa Mas del Cura, pero este no se llegó a formalizar debido al cambio en la alcaldía resultado de las elecciones municipales de 1995.
La nueva corporación surgida de los resultados electorales con el alcalde Miguel Pérez Gil al frente, aprobó la compra de la masía por el importe de 10 millones de pesetas en 1998.
Desde el momento en que la propiedad pasó en manos municipales, la masía ha sido abandonada a su suerte, siente objeto del expolio y desatención total por parte del Ayuntamiento de Liria hasta el punto de acabar prácticamente destruida en uno de los mayores ejemplos de desidia y despreocupación del patrimonio municipal.
Resultado de los años de abandono y de los daños producidos por la acción antrópica y la erosión propia de la meteorología y el paso del tiempo, la masía de la Casa de Camp se encuentra en un estado de ruina total y absoluto, paradigma de una nefasta y negligente gestión municipal.
Entre otros usos distintos a los propios, destaca haber alojado un hospital durante la última guerra civil española.